# Chionaema subornata
Chionaema subornata là một loài bướm đêm thuộc phân họ Arctiinae, họ Erebidae.